# St. Maria Rast (Rast)

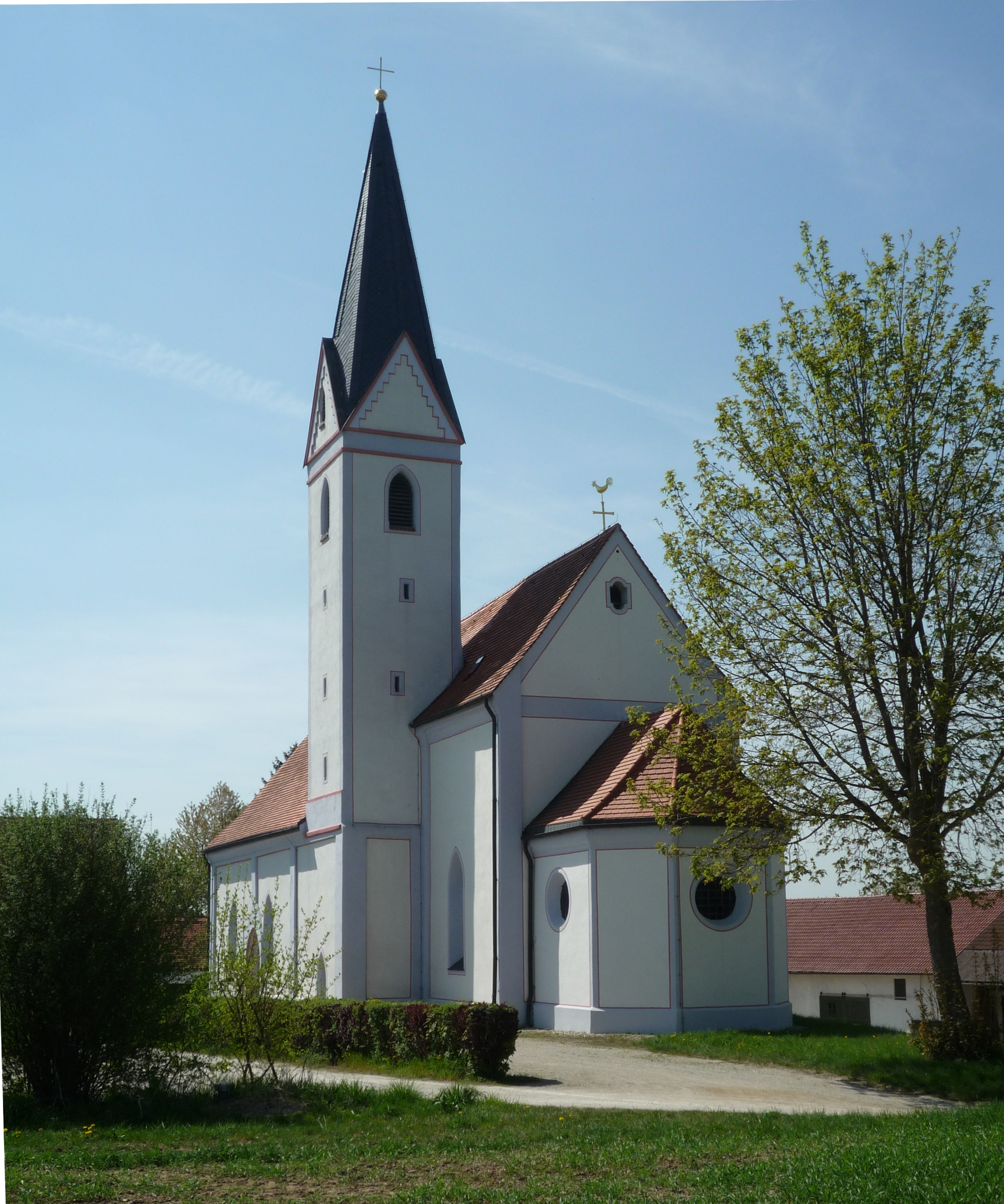
St. Maria Rast in Rast

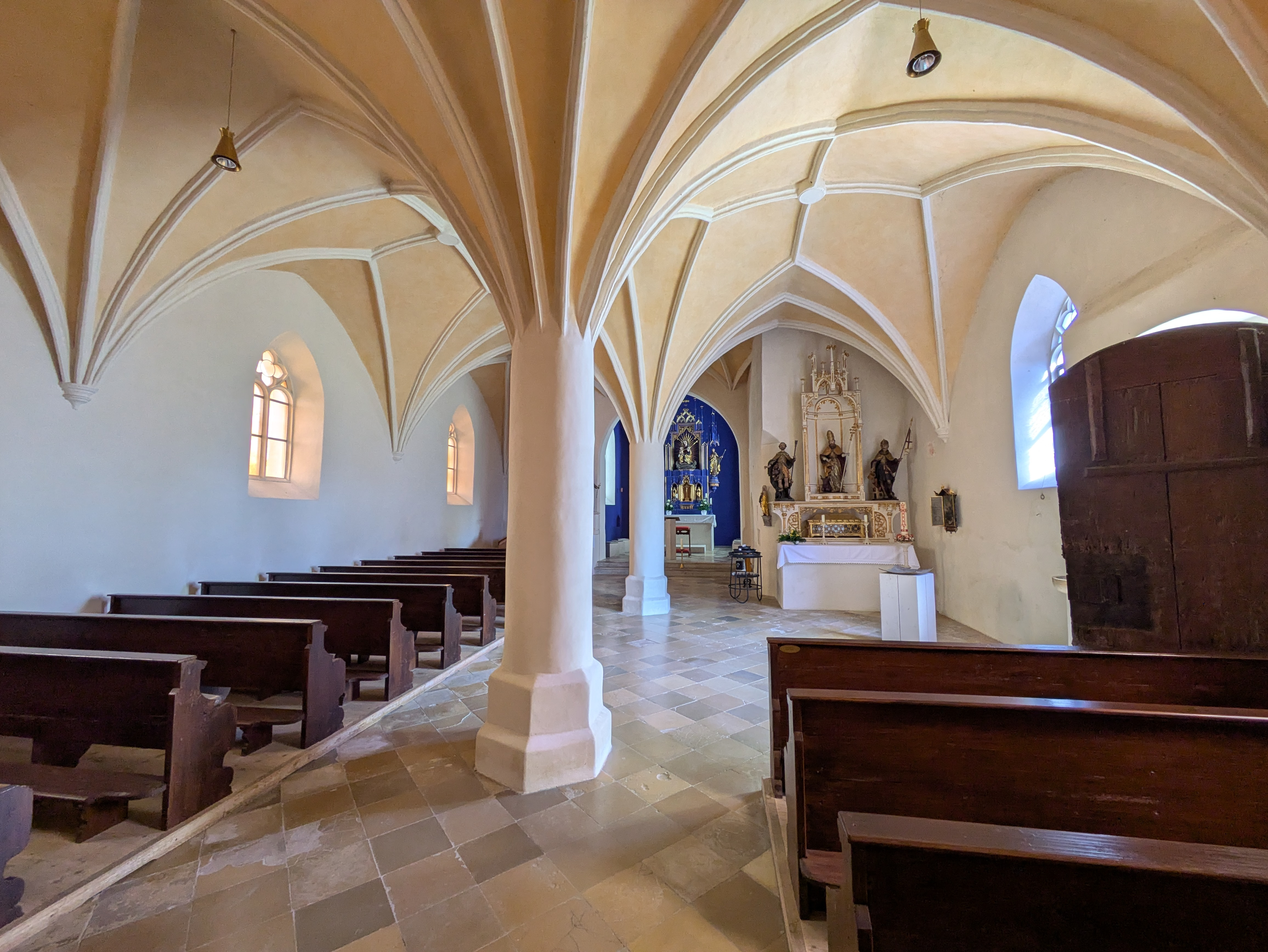
Innenansicht

St. Maria Rast in Rast, einem Gemeindeteil von Langenbach im oberbayerischen Landkreis Freising, ist eine römisch-katholische Filial- und Wallfahrtskirche. Sie steht unter Denkmalschutz und ist in der Liste der Baudenkmäler in Langenbach (Oberbayern) unter der Nr. D-1-78-138-16 eingetragen. Die Kirche gehört zum Dekanat Freising im Erzbistum München und Freising.

## Beschreibung
Die spätgotische Hallenkirche wurde Ende des 15. Jahrhunderts unter Einbeziehung älterer Teile erbaut. Der eingezogene Chor und die angebaute barocke Sakristei stehen im Osten des zweischiffigen Langhauses. An der Südostecke von Südschiff und Chor ist der Chorflankenturm eingebunden, der 1874 mit einem Geschoss, das den Stahl-Glockenstuhl mit vier Bronzeglocken enthält, aufgestockt und mit einem spitzen Helm bedeckt wurde. Die jüngste Glocke goss 1950 Karl Czudnochowsky in Erding. Sie hat einen Durchmesser von 730 mm und wiegt 209 kg; Ton des″. Die zweite Glocke stammt aus der Zeit vor 1400, Durchmesser 660 mm, 240 kg, Ton ges″. Auf ihr steht dreimal der Anruf „Maria hilf“. Die dritte Glocke goss Lorenz Kraus aus München 1788, Durchmesser 420 mm, Gewicht 150 mm, Ton des′′′. Glocke vier ist die zweitälteste. Sie wurde 1501 gegossen, hat einen Durchmesser von 360 mm wiegt 50 kg; Ton es′′′. 
Der Innenraum der Kirche ist mit einem Sterngewölbe überspannt. Der blau mit Gold gefasste Hochaltar (Stand 2025) aus dem 18. Jahrhundert in einer blauen Apsis wird von den Skulpturen des Josef von Nazaret und des heiligen Joachim flankiert. Zentrales Bild im Hochaltarretabel ist eine Statue der thronenden Muttergottes mit Jesuskind aus der Zeit um 1480.